# Bahamy na Letnich Igrzyskach Olimpijskich 1992
Bahamy na Letnich Igrzyskach Olimpijskich 1992 reprezentowało 14 zawodników, 12 mężczyzn i 2 kobiety.

## Zdobyte medale
| Medal | Zawodnik         | Dyscyplina    | Konkurencja |
| ----- | ---------------- | ------------- | ----------- |
| Brąz  | Frank Rutherford | Lekkoatletyka | trójskok    |